# Hans-Michael Fiedler
Hans-Michael Fiedler (* 27. Oktober 1943 in Jena; † 3. Februar 2019 in Adelebsen) war ein rechtsradikaler Aktivist, Publizist und Multifunktionär sowie Politiker der Nationaldemokratischen Partei Deutschlands (NPD).

## Leben
Hans-Michael Fiedler wurde am 27. Oktober 1943 als Sohn von Hans (* 1914, Wolmirsleben) und Marianne (* 1917, Franzburg, † 2004 Alfeld) Fiedler in Jena geboren. Sein Vater war U-Boot-Kommandant der Kriegsmarine und kam 1944 bei der Versenkung seines Bootes U 333 ums Leben. Zusammen mit seiner älteren Schwester wuchs Hans-Michael Fiedler bei seiner Mutter im niedersächsischen Godenau bei Alfeld (Leine) auf. Dort absolvierte er im Februar 1964 sein Abitur. Anschließend begann Fiedler zunächst ein Studium an der dortigen Pädagogischen Hochschule, kam einem Rauswurf durch Exmatrikulation im August/September 1965 zuvor, nachdem er unter anderem aufgrund antisemitischer Äußerungen und einer Strafanzeige wegen Absingen des verbotenen Horst-Wessel-Liedes aufgefallen war.
Ab 1965 studierte Fiedler Volkskunde, Ur- und Frühgeschichte sowie Germanistik an der Georg-August-Universität Göttingen. Von 1970 bis 1975 arbeitete Fiedler als wissenschaftliche Hilfskraft am Institut für Volkskunde. Ein begonnenes volkskundliches Dissertationsprojekt bei Kurt Ranke schloss er nie ab. Ab 1975 folgten publizistische Tätigkeiten als Redakteur, Lektor, Autor und Herausgeber. Fiedler blieb zeit seines Lebens ledig und kinderlos.

## Politisches Wirken
Über mehr als fünf Jahrzehnte engagierte sich Hans-Michael Fiedler im rechtsextremen Spektrum der Bundesrepublik. Er wirkte dabei sowohl im parteipolitisch organisierten Rahmen als auch in etlichen Zirkeln, Gruppierungen und Zusammenschlüssen. So war er unter anderem Mitglied in der Deutschen Reichspartei (DRP), im Bund Heimattreuer Jugend (BHJ), im Ostpolitischen Deutschen Studentenverband (ODS) und in der Pommerschen Landsmannschaft. Darüber hinaus war Fiedler eines der jüngsten Gründungsmitglieder der Nationaldemokratischen Partei Deutschlands (NPD) und gehörte ferner dem Hilfskomitee Südliches Afrika (HSA), dem Thule-Seminar sowie dem Studentenbund Schlesien (SBS) an. Ferner betätigte sich Fiedler als Referent bei Veranstaltungen der Gesellschaft für freie Publizistik (GfP), beim Deutschen Kulturwerk Europäischen Geistes (DKEG), bei der Berliner Kulturgemeinschaft Preußen (BKP) und bei der Freien Wählergemeinschaft Die Nationalen. Auf nationaler Ebene unterhielt Fiedler Kontakte zum Bund Nationaler Studenten (BNS), zu den Jungen Nationaldemokraten (JN), zur Freiheitlichen Deutschen Arbeiterpartei (FAP),  sowie zur Wiking-Jugend (WJ). Internationale Kontakte bestanden u. a. zur Freiheitlichen Partei Österreich (FPÖ), zur Arbeitsgemeinschaft für demokratische Politik (AfP), zum Deutsch-Österreichischen Institut für Zeitgeschichte (DÖIZ) sowie zum französischen Groupement de recherche et d’études pour la civilisation européenne (GRECE).
Obwohl Fiedlers politische Vita immer wieder aktionistische Momente aufwies – so beteiligte er sich wiederholt an zum Teil gewalttätigen Demonstrationen, wirkte zu Beginn der 1970er Jahre an der Aktion Widerstand (AW) mit und fiel als Rädelsführer turbulenten Protests auf dem Schlesiertreffen 1985 in Hannover auf. – war für ihn sein politisches Engagement im vorpolitischen Raum von größerer Bedeutung, denn sein Wirken war zeitlebens von dem Bestreben geprägt, eine theoretische Schulung und Intellektualisierung des nationalistisch gesinnten Lagers voranzutreiben. Seine umfangreichen Aktivitäten konzentrierten sich ganz auf diese „nationale Bildungsarbeit“, die sich insbesondere an Jugendliche/Heranwachsende richtete und durch Fiedlers rege Referententätigkeit sowie seiner Durchführung etlicher Seminar- und Schulungsveranstaltungen vorangetrieben wurde (siehe dazu der Abschnitt Engagement für eine nationale Bildungsarbeit).

Fiedlers rechtsradikale Agitation und eine durch ihn angestrebte Intellektualisierung des politisch rechtsgerichteten Lagers fanden zudem ihren Ausdruck in einer ausgeprägten publizistischen Betätigung. Erste Erfahrungen in dieser Hinsicht sammelte er bereits als Gymnasiast: So war er nicht nur an der Herstellung einer Alfelder Schülerzeitung beteiligt, sondern gründete federführend bereits zu Beginn der 1960er Jahre mit Missus – Blätter für Politik, Kultur und die Pflege des monarchischen Gedankengutes seine erste eigene Zeitschrift. Nachdem er 1975 die Hochschule verlassen hatte, nahm er eine Tätigkeit als Redakteur bei der einschlägigen Monatszeitschrift Nation Europa (NE) auf, übernahm für das Coburger Periodikum ab 1978 Lektoratsarbeiten und veröffentlichte bis in die 1990er hinein auch eigene Texte in NE. Zuvor war Fiedler bereits 1976 Redaktionsmitglied beim Deutschen Studenten-Anzeiger (DStA) gewesen, welcher 1961 als Nachfolgeblatt der früheren Zeitschrift Student im Volk gegründet worden war. Fiedler selbst beschreibt den DStA als 
„größte rechte Studentenzeitung, in hoher Auflage an den Hochschulen verteilt. Berichtet regelmäßig über den Fortgang nationaler Theoriearbeit und ihre wissenschaftliche Basis (Anthropologie, Ethnologie, Intelligenzforschung usw.). Der DStA ist ferner das Kampfblatt der nationalistischen Bewegung an der Hochschule und liefert Material und Berichte über positive Gruppen.“ 
1978 verließ Fiedler den DStA und gründete seine eigene Zeitschrift, den Deutschen Hochschul-Anzeiger (DHA), die „nationale Stimme an der Uni“. Der DHA war dem Nationaldemokratischen Hochschulbund (NHB) eng verbunden und hatte sich zum Ziel gesetzt, „unsere gesamtdeutschen und nationalistischen Ansichten auch jenseits der Ghettomauern des ‚rechten‘ Lagers zu popularisieren.“ Der DHA informierte nach eigener Aussage „über das gesamtdeutsche Bewusstsein und das Freiheitsstreben der deutschen Jugend, […] das Treiben marxistischer und liberalistischer Gruppen [und] anderswo nur verzerrte oder verschwiegene Fakten der Geschichte“. Bereits im Jahr seiner Gründung fand der DHA Erwähnung im Verfassungsschutzbericht.
Jenseits seiner eigenen Zeitschriften publizierte Fiedler Artikel in Mut und verfasste einen Beitrag im Deutschen Soldatenjahrbuch/Deutscher Soldatenkalender. Fiedlers polit-publizistisches Engagement wird dadurch abgerundet, dass er als „Geburtshelfer“ der von Hans-Dietrich Sander 1990 herausgegebenen Staatsbriefe gilt. Abseits von Zeitschriften veröffentlichte er unter Pseudonym zwei Monografien, die sich mit der sog. „deutschen Frage“ beschäftigten. Erwähnenswert ist darüber hinaus sein lyrisches Werk.
Sein gesamtes publizistisches Engagement diente nicht nur der Vermittlung seiner politischen Positionen und der Vernetzung innerhalb des rechtsradikalen Spektrums, sondern auch der Werbung für die eigenen Gruppierungen und der Ressourcenakquirierung. Auf Seminaren setzte sich Fiedler intensiv mit der Thematik bspw. von Schülerzeitungen und den Chancen einer „nationalen“ Publizistik auseinander, mit dem Ziel, als „Blockadebrecher“ in einem metapolitischen Sinne zu wirken.
Zuletzt nutzte er einschlägige Publikationen ebenfalls seit den 1980er Jahren dazu, Informationen über den politischen Gegner, die er systematisch sammelte, zu veröffentlichen, weshalb er als der Begründer der so genannten „Anti-Antifa-Arbeit“ gilt.

### Beginn der politischen Aktivität in jungen Jahren
Fiedlers aktives politisches Engagement begann während seiner Schulzeit. Als Gymnasiast gründete er 1961 mit Gleichaltrigen den Deutschen Monarchistischen Bund (DMB) in Alfeld. Diese reichs-nationalistisch, antimarxistisch ausgerichtete Vereinigung setzte sich für die Wiedereinführung der Monarchie ein und forderte u. a. die Wiederherstellung eines Großdeutschlands in den Grenzen von 1938. Im Jahr 1962 wurde aus der DMB-Gruppenstruktur heraus die Zeitschrift Missus – Blätter für Politik, Kultur und die Pflege des monarchischen Gedankengutes gegründet. Während der Frühphase des Publikationsorgans übernahm der damalige DMB-Angehörige – und später führende Aktivist des Sozialistischen Deutschen Studentenbundes (SDS) – Hans-Jürgen Krahl den Posten des Chefredakteurs. Nach dessen baldigem Ausscheiden wurde Missus fortan von Hans-Michael Fiedler als presserechtlich Verantwortlichem geführt, maßgeblich gestaltet und bis ins Jahr 1988 von ihm im Eigenverlag herausgegeben. Missus entwickelte sich zusehends zu einer Theoriezeitschrift für das politisch rechtsgerichtete Lager der Bundesrepublik. Die Auflage variierte zwischen wenigen hundert und etwa 1.000 Exemplaren. Ab 1983 konnte die Zeitschrift durch die Missus-Schriftenreihe ergänzt werden, in der Aufsätze bekannter Szenegrößen wie Fiedlers langjährigem Freund Jürgen Rieger, Alain de Benoist oder Hans-Dietrich Sander veröffentlicht wurden.

### Parteipolitisches Engagement
Bereits als Jugendlicher war Fiedler parteipolitisch engagiert. Im Frühjahr 1964 trat er der Deutschen Reichspartei (DRP) bei. Im November desselben Jahres ging die DRP in der damals neugegründeten Nationaldemokratischen Partei Deutschlands (NPD) auf; Fiedler erhielt bei der Gründung die NPD-Mitgliedsnummer 162 und blieb der Partei über fünf Jahrzehnte in verschiedenen Funktionen und Ämtern treu verbunden.
Ab Mitte der 1970er Jahre, noch einmal verstärkt seit den 1980ern, übernahm er vorrangig Ämter innerhalb des Landesverbandes Niedersachsen. So bekleidete er von 1976 bis 1997 den Posten eines Bildungsreferenten der NPD Niedersachsen. Von 1975 bis in die frühen 2000er Jahre hinein saß Fiedler im Vorstand des Landesverbandes. Auf kommunaler Ebene hatte er ab 1981 den Vorsitz des NPD-Kreisverbandes (KV) Hildesheim-Oberweser inne. 1992 gab er die KV-Führung vorläufig an den späteren NPD-Bundesvorsitzenden (2011–2013) Holger Apfel ab. Nach dessen Wohnortswechsel übernahm wiederum Fiedler als der „politische Ziehvater und Lehrmeister“ Apfels 1997 erneut den Hildesheimer KV-Vorsitz. Darüber hinaus war Fiedler ab 1987 stellvertretender Vorsitzender des NPD-Bezirks Hannover. An Parteitagen sowie Bundesversammlungen nahm er mehrfach als Delegierter teil und wurde auf derartigen Veranstaltungen zuweilen mit der Leitung von Arbeitskreisen betraut. Ende der 1980er Jahre fungierte er als Redakteur des monatlich erscheinenden Parteiorgans Deutsche Stimme sowie als Schriftleiter des NPD-Niedersachsenspiegels. Zudem kandidierte Fiedler zwischen 1972 und 1987 für die NPD bei allen in diesem Zeitraum abgehaltenen fünf Bundestagswahlen.

### Hochschulpolitisches Engagement
Mit der Aufnahme seines geisteswissenschaftlichen Studiums im Wintersemester 1965 an der Georg-August-Universität in Göttingen konzentrierte sich Fiedlers politisches Engagement auf den Hochschulbereich. Lokale Strukturen studentischer Gliederungen der landsmannschaftlich organisierten Vertriebenenverbände eröffneten einen Wirkungsraum, in dem sich Fiedler einbringen konnte: Dort weitete er seinen Einfluss sukzessiv aus und verstand es alsbald, dessen Ressourcen zunehmend für seine eigenen rechtsradikalen Ziele und Zwecke zu nutzen. Im Speziellen handelte es sich um Göttinger Gruppenstrukturen des landsmannschaftlich organisierten Ostpolitischen Deutschen Studentenverbandes (ODS) (ehemals Vereinigung Heimatvertriebener Deutscher Studenten (VHDS), ab 1984 Gesamtdeutscher Studentenverband (GDS)), einem außerordentlichen Mitgliedsbund im Bund der Vertriebenen (BdV). Der ODS setzte sich insbesondere für die Rückgewinnung der ehemaligen deutschen Ostgebiete ein und bot Fiedler mit derartigen Forderungen politische Anknüpfungspunkte. Von besonderer Bedeutung für Fiedlers Bestrebungen waren zunächst die im Dachverband ODS organisierten Untergruppierungen Studentischer Arbeitskreis Pommern (SAP), die Hochschulgruppe Pommern zu Göttingen (HGP) sowie die Göttinger ODS-Sektion. Innerhalb dieser Gruppenstrukturen konnte Fiedler über Jahre hinweg agieren und zentrale Posten besetzen, was ihm interne Autorität verschaffte und es ihm ermöglichte, den Kurs der Organisationen mitzubestimmen und dadurch nicht zuletzt Ressourcen (Geldmittel, Räumlichkeiten, Renommee usw.) für eigene politische Vorhaben zu akquirieren. Mit der von ihm gegründeten Seminarreihe Göttinger Runde (GöR) erlangte eines seiner Projekte überregionale Bedeutung für das nationale Lager, welches eine bemerkenswerte jahrzehntelange Beständigkeit aufwies.

### Engagement für eine „nationale Bildungsarbeit“
Bei der Göttinger Runde handelte es sich um eine mehrtägige Seminarreihe, die zweimal jährlich abgehalten und erstmals im Jahr 1969 durchgeführt wurde. Mit ihren annähernd 90 absolvierten Veranstaltungen existierte sie über mehr als vier Jahrzehnte und zählte somit zu den beständigsten Formaten innerhalb der bundesrepublikanischen radikalen Rechten. Durch ihre inhaltliche Ausgestaltung in Form von Vorträgen, Diskussionen und Workshops sollte sie insbesondere einen Beitrag zu einer rechtsnationalen „Bildungsarbeit“ und Kaderschulung leisten, diente aber auch als kommunikatives Forum der personellen und interorganisatorischen Vernetzung innerhalb des rechtsradikalen Lagers.
Im Laufe der Jahre konnten die von Fiedler ausgerichteten Göttinger Runden auf eine beachtliche Reihe einschlägiger Teilnehmer und namhafter Referenten des rechten Spektrums zurückblicken: Neben Jürgen Rieger, Günter Deckert, Holger Apfel, Frank Rennicke und Jörg Hähnel partizipierten beispielsweise auch Hans-Dietrich Sander, Peter Dehoust, Robert Hepp, Reinhold Oberlecher, Hans-Ulrich Kopp, Rolf Kosiek, Fritz Münch, Ulrich Eigenfeld sowie Wolfgang Strauss an der Tagungsreihe. Vorträge, die auf den Göttinger Runden gehalten wurden, veröffentlichte Fiedler häufig in seiner Zeitschrift Missus.

Die Göttinger Runden wurden zunächst von der Hochschulgruppe Pommern (HGP) ausgerichtet, später dann durch den Studentenbund Schlesien (SBS), den Fiedler 1974 selbst gründete und der fortan sein zentrales politisches Wirkungsfeld war. Der SBS war bis 1986 ein Mitgliedsbund im ODS/GDS und setzte sich satzungsgemäß vor allem aus Schülern und Studenten zusammen, bevor er sich ab 1984 auch für Nichtakademiker öffnete. Bekannte Mitglieder dieses Bundes waren u. a. Holger Apfel, Jörg Hähnel, Jürgen Rieger und der spätere Rechtsterrorist Odfried Hepp. Der SBS war laut Selbstbeschreibung „antimarxistisch – freiheitlich – gesamtdeutsch“ ausgerichtet, befürwortete das Konzept des „Ethnopluralismus“ und gab eine eigene Zeitschrift, die „Nachrichten des Studentenbundes Schlesien“ bzw. „SBS-Nachrichten“, heraus. Zeitweise konnte der SBS für seine Finanzierung sogar auf Bundesmittel aus dem Bundesministerium für innerdeutsche Beziehungen zurückgreifen. Später wurde der von Fiedler dominierte SBS vom Verfassungsschutz als „rechtsextremer Zirkel“ eingestuft, da zu seinen Zielen u. a. die „Wiederherstellung des Deutschen Reiches“ und die „Pflege und Belebung des gesamtdeutschen Bewußtseins in der deutschen Jugend“ zählten. Über mehrere Jahre schreibt der Verfassungsschutz fast wortgleich: 
„Im Raum Göttingen bestehen verschiedene rechtsextremistische Zirkel, die sich vor allem an Schüler, Studenten und Jungakademiker wenden. Sie tragen z. B. die Bezeichnungen – ‚Studentenbund Schlesien‘ (SBS) – ‚Hochschulgruppe Pommern‘ (HGP) – ‚Schüler- und Studentenunion Ostpreußen‘ (SUO). Bei allen Veranstaltungen dieser Kleingruppen zeigen sich enge Verflechtungen zur NPD und zu deren Funktionären. Leiter ist das Mitglied des NPD-Landesvorstandes Hans-Michael Fiedler.“
Einige Jahre darauf wurden Fiedlers rechtsradikale Aktivitäten sowie die von ihm dominierten Gruppen HGP und SBS im Deutschen Bundestag thematisiert. Zeitweilig wurde Fiedlers Wirken medial registriert, etwa im Jahr 1987, als er einer „der bedeutendsten Multi-Funktionäre der bundesweiten Nazi-Szene“ bezeichnet wurde.

### Nach der Wiedervereinigung
Seit Mitte der 1980er Jahre zunehmend unter antifaschistischem Druck stehend, verlagerte Fiedler seine politischen Aktivitäten nach und nach ins Göttinger Umland. Doch auch im südniedersächsischen Adelebsen setzten politische Gegner seinen Aktivitäten vermehrt zu. Die deutsche Wiedervereinigung eröffnete ihm alsdann die Gelegenheit, im sächsischen Meerane ein Schulungszentrum aufzubauen, das letztlich aber scheiterte.
Fiedler verstarb 2019 verarmt und politisch weitgehend isoliert in Adelebsen bei Göttingen. Teile seines Nachlasses werden seit 2020 von der Forschungs- und Dokumentationsstelle zur wissenschaftlichen Analyse politischer und religiöser Extremismen in Niedersachsen (FoDEx) verwaltet.

## Schriften (Auswahl)

### Monografien
- Hans-Michael Fiedler: ...doch sehend sind meine Gedanken. Gedicht, Arndt Verlag, Vaterstetten 1978.
- Michael Braga (Pseudonym): Völker zur Freiheit! Vom Kampf europäischer Volksgruppen um Selbstbestimmung, Arndt Verlag, Kiel 1982.
- Michael Opitz, (Pseudonym): Schlesien bleibt unser. Deutschlands Kampf um Oberschlesien 1919–1921, Arndt Verlag, Kiel 1985.
- Hans-Michael Fiedler: Wächter am Tor. Gedichte (hrsg. von Jörg Hähnel), Deutsche Stimme Verlag, Riesa 2009.

### Schriftenreihen
- Michael Fiedler (Hrsg.): Sturm im Osten – Flaute in Deutschland! Argumente für deutsche Politik, Edition Missus, Bd. 1, Göttingen 1992.
- Hans-Michael Fiedler: Bismarck, das Reich und die deutsche Zukunft, Missus-Schriftenreihe Nr. 9, Alfeld 1994.

### Zeitschriftenbeiträge
- Monarchie – Fortschritt für Deutschland!, in: Missus, H. 15/1967, S. 7–8.
- Ideologie und Literaturkritik in: Missus, H. 15/1967, S. 12–13.
- Wer hat uns verraten? Die Sozialdemokraten! in: Missus, H. 20/1969, S. 5.
- Bundestagswahlen 1969. Was steht zur Wahl? in: Missus, H. 21/1969, S. 4.
- 1871–1971. Nachtrag zur Reichsgründung in: Missus, H. 27/1971, S. 4–5.
- Um das Menschenbild in: Missus, H. 27/1971, S. 6–8.
- Schulbuch und Ideologie. Die deutsch-polnischen Schulbuchkonferenzen und ihre Hintergründe in: Göttinger Skizzen. Informationen des ODS Göttingen, H. 1/1972, S. 3–6.
- Das Deutsche Reich hat 1945 überdauert in: Missus, H. 36/1973, S. 4–6.
- Vorwort in: Göttinger Skizzen. Informationen des ODS Göttingen, H. 1/1973, S. 1.
- Jugend im Aufbruch: Tendenzwende von links nach rechts in: Missus, H. 42/43/1975, S. 2–5.
- Theorie-Skizze: Politische Schulung im Rahmen des Landesverbandes einer politischen Partei in: Missus, H. 44/1975.
- Die Rolle der CDU/CSU in: Missus, H. 45/1976, S. 8–9.
- Jugend zwischen Rebellion und Anpassung in: Mut, H. 130/1978, S. 12–21.
- Die Schande von Göttingen – CDU-Polizei deckt roten Terror gegen NPD in: Deutsche Stimme, H. 2/1978.
- Opfern, nicht spenden! Der DHA geht ins 2. Jahr in: Deutscher Hochschul-Anzeiger, 2. Jg. (1979), H. 2, S. 2.
- Das Deutschland-Bild im Unterricht in: Missus, H. 60/1983, S. 13–17.
- Jugend und Wiedervereinigung in: Missus, H. 62/1985, S. 5–7.
- Ist die Jugend unpolitisch geworden? Anmerkungen zur Sinnkrise unserer Zeit in: Nation Europa, H. 9/1986, S. 3–10.
- „Postmoderne“. Negative und positive Signale eines Begriffs in: Nation Europa, H. 7/1987, S. 5–14.
- Staat ohne Volk? Es fehlen Mythos und Visionen in: Nation Europa, H. 7/1990, S. 22–24.
- Das größere Deutschland in: SBS Nachrichten, H. 1/1990, S. 3.
- Wachtraum-Gedanken in: Staatsbriefe, H. 1/1990, S. 23.
- „Was habe ich nicht erreicht? Was habe ich erreicht? Was kann ich noch bewirken“ in: Missus Sonderausgabe 1993, S. 7–10.
- Deutsche Einheit? in: Missus Sonderausgabe 1993, S. 12.
- Babel vor dem Fall? Systeme sind Mittel – Völker sind Werte in: Niedersachsen-Spiegel. Organ des NPD-Landesverbands Niedersachsen, Jg. 23 (2000), H. 2/3, S. 1–4.